# Aegocera ferrugo
Aegocera ferrugo là một loài bướm đêm trong họ Noctuidae.